# Giddy Up!
«Giddy Up!» — песня канадской певицы Шанайи Твейн. Она вышла 5 января 2023 года на лейбле в качестве второго сингла с её шестого студийного альбома Queen of Me (2023). Песня была написана Твейн, Романсом, Джессикой Агомбар и Дэвидом Стюартом и спродюсирована последним.

## История
Твейн хотела, чтобы фраза «Giddy Up!» вызывала такие же положительные эмоции, как и ее знаменитая строчка «Let’s Go Girls!» из хита 1999 года «Man! I Feel Like a Woman!». Она отметила, что хотела «задать праздничный тон, а „Giddy Up!“ — это способ обратиться к аудитории и сказать „давайте готовиться к веселью“», добавив, что эти строки пришли ей в голову, когда она «думала о том, как придать немного „бодрости“ своему шагу».

## Отзывы
Эдвард Сегарра из USA Today назвал песню «кантри-поп-бангером», отметив её «заразительный припев». Рэйчел ДеСантис из People назвала песню «запоминающейся мелодией».
Мэри Сироки из Consequence Sound назвала «Giddy Up!» песней недели за 6 января 2023 года, отметив «голос и несомненную харизматичность» Твейн. Хэтти Линдерт из A.V. Club заявила, что трек "временами может звучать как «реклама Old Navy», но, тем не менее, он «воплощает надежду и легкомыслие каталога Твейн, в нем чувствуется ностальгия и благодарность за свои долларовые и мечтательные корни». Мадлен О’Коннелл из Country Now отметила, что песня «вызывает классический веселый звук и поразительный вокальный диапазон Твейн», добавив, что это «еще один неотразимый трек для танцпола». Силлеа Хоутон (Cillea Houghton) из American Songwriter заявила, что «Giddy Up!» «обязательно понравится публике во время живых выступлений Твейн», добавив, что она «продолжает оставаться в энергии хорошего настроения», как и ее предыдущий сингл «Waking Up Dreaming».

## Музыкальное видео
Премьера официального клипа на песню «Giddy Up!» состоялась 5 января 2023 года. Режиссером клипа выступил Джастин Марморштейн из Marmo Films, а танцевальные сцены снимались в разных местах, включая закусочную, бар, продуктовый магазин и хонки-тонк. В каждом месте люди пускаются в хореографический танец. Твейн прорекламировала клип в социальных сетях, поделившись закулисным видео, на котором она пытается работать над двигателем автомобиля.

## Чарты и сертификации
| Чарт (2023)                                 | Высшая позиция |
| ------------------------------------------- | -------------- |
| Австралия Country Hot 50 (The Music)        | 16             |
| Австралия (Australia Digital Tracks, ARIA)  | 9              |
| Канада (Billboard Canadian Hot 100)         | 70             |
| Канада (Billboard Country)                  | 43             |
| Новая Зеландия (RMNZ)                       | 17             |
| Словакия (Rádio Top 100)                    | 67             |
| Великобритания (UK Singles Downloads Chart) | 27             |
| США (Billboard Adult Contemporary)          | 10             |
| США (Country Digital Song Sales, Billboard) | 13             |
| США (Digital Song Sales, Billboard)         | 36             |